# Myotis ikonnikovi
Myotis ikonnikovi är en fladdermusart som beskrevs av Sergej Ognew 1912. Myotis ikonnikovi ingår i släktet Myotis och familjen läderlappar. IUCN kategoriserar arten globalt som livskraftig. Inga underarter finns listade i Catalogue of Life.
Denna fladdermus förekommer med flera från varandra skilda populationer i nordöstra Asien från östra Kazakstan och ryska Sibirien över Mongoliet till nordöstra Kina och Japan. Arten lever främst i bergsskogar. Den vilar i trädens håligheter, i bergssprickor, i byggnader eller i liknande gömställen. Myotis ikonnikovi håller oftast i underjordiska håligheter vinterdvala. Den jagar flygande insekter.